# Vanil d'Arpille
Pour les articles homonymes, voir Vanil.
Le Vanil d'Arpille, ou Maischüpfenspitz, est un sommet des Préalpes fribourgeoises situé en Suisse, dans le canton de Fribourg.

## Géographie
Le Vanil d'Arpille culmine à 2 085 m d'altitude.